# Absolute Category Rating
Absolute Category Rating (skrótowiec ACR) – pięciostopniowa skala oceny jakości próbek dźwiękowych, zgodna ze standardem ITU-T. Jedna ze skal jakości metody MOS (ang. Mean Opinion Score).
Sposób oceniania
Próbki dźwiękowe odsłuchuje się pojedynczo, tylko jeden raz, po czym przyznaje się jedną spośród pięciu ocen. Ocena jakości próbki dźwiękowej jest subiektywna.
| Nazwa                      | Ocena |
| -------------------------- | ----- |
| zła (ang. bad)             | 1     |
| słaba (ang. poor)          | 2     |
| znośna (ang. fair)         | 3     |
| dobra (ang. good)          | 4     |
| wspaniała (ang. excellent) | 5     |

Wystawiana próbce ocena końcowa jest średnią arytmetyczną ocen cząstkowych wystawionych przez wszystkich oceniających podczas jednego eksperymentu.
Inne skale jakości próbek dźwiękowych metody MOS
- Comparison Category Rating
- Degradation Category Rating